# Bataille de Balmaseda
Guerre d'indépendance espagnole
Batailles
- Durango (10-1808)
- Balmaseda (11-1808)
- Burgos (11-1808)
- Roses (11-1808)
- Espinosa (11-1808)
- Tudela (11-1808)
- Bubierca (11-1808)
- Somosierra (11-1808)
- Cardedeu (12-1808)
- Saragosse (12-1808)
- 1re Molins de Rei (12-1808)
- Sahagún (12-1808)
- Benavente (12-1808)
- Mansilla (12-1808)
- Castelló d'Empúries (01-1809)
- Cacabelos (01-1809)
- Lugo (01-1809)
- Zamora (01-1809)
- Astorga (01-1809)
- La Corogne (01-1809)

La bataille de Balmaseda se déroule le 5 novembre 1808 à Balmaseda, en Espagne, dans le cadre de la guerre d'indépendance espagnole. Elle oppose une division française commandée par le général Eugène-Casimir Villatte à l'armée espagnole du lieutenant-général Joaquín Blake y Joyes. L'affrontement se solde par une victoire espagnole. 
Malgré sa défaite à la bataille de Durango face au maréchal Lefebvre, le 31 octobre 1808, Blake a réussi à reculer vers la Cantabrie, rendant caduque la manœuvre de Napoléon visant à l'anéantir. L'Empereur mécontent lance Lefebvre et Victor à la poursuite des Espagnols. De son côté, Blake, renforcé par les troupes régulières du marquis de La Romana, se retourne subitement contre ses poursuivants. La division Villatte, détachée seule en avant-garde, tombe dans une embuscade tendue par Blake à Balmaseda. La surprise et la confusion passée, Villatte se replie en bon ordre, non sans avoir perdu 600 hommes et un canon. 
Victor, sermonné par Napoléon pour son imprudence, se rachète quelques jours plus tard en infligeant une sévère défaite à Blake lors de la bataille d'Espinosa.

## Contexte
En novembre 1808, à la suite des échecs répétés des troupes françaises en Espagne, Napoléon entre dans la péninsule Ibérique à la tête d'une puissante armée afin de rétablir la situation. Son intervention est accueillie avec soulagement par son frère Joseph, roi d'Espagne, qui a dû quitter Madrid après la capitulation du général Dupont à Bailén, au mois de juillet. 

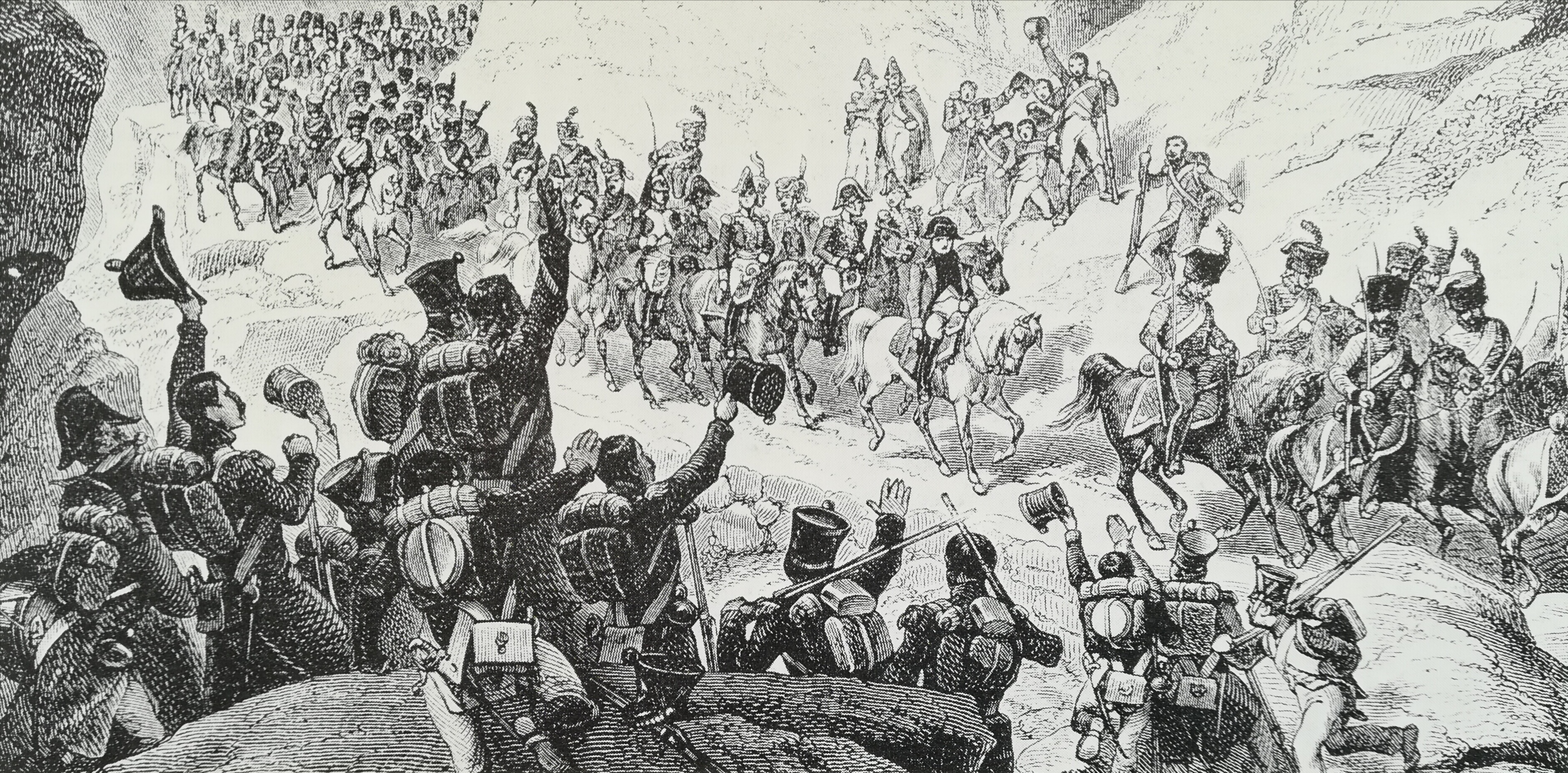
Entrée de Napoléon en Espagne le 4 novembre 1808. Illustration d'Henri Félix Emmanuel Philippoteaux.

Alors que ses troupes se dirigent à marches forcées vers l'Espagne, Napoléon quitte Paris pour Bayonne, puis se rend à Vitoria où il arrive dans la soirée du 8 novembre, accompagné des maréchaux Lannes et Soult. Il commence alors à élaborer son plan de campagne sur la base des renseignements disponibles. À cette période, les forces françaises sont encore très dispersées : le Ve corps n'a pas encore franchi les Pyrénées et le VIIIe, évacué du Portugal après la convention de Cintra, est en train d'être débarqué sur les côtes françaises par la marine britannique. En outre, le Ier corps du maréchal Victor et le IVe corps du maréchal Lefebvre, sur l'aile droite, n'ont toujours pas effectué leur jonction. Le IIe corps de Bessières est posté au centre à Briviesca tandis que le IIIe commandé par le maréchal Moncey occupe Tafalla et Estella ; enfin, plus en arrière et en approche de Vitoria se trouvent le VIe corps de Ney et la Garde impériale.

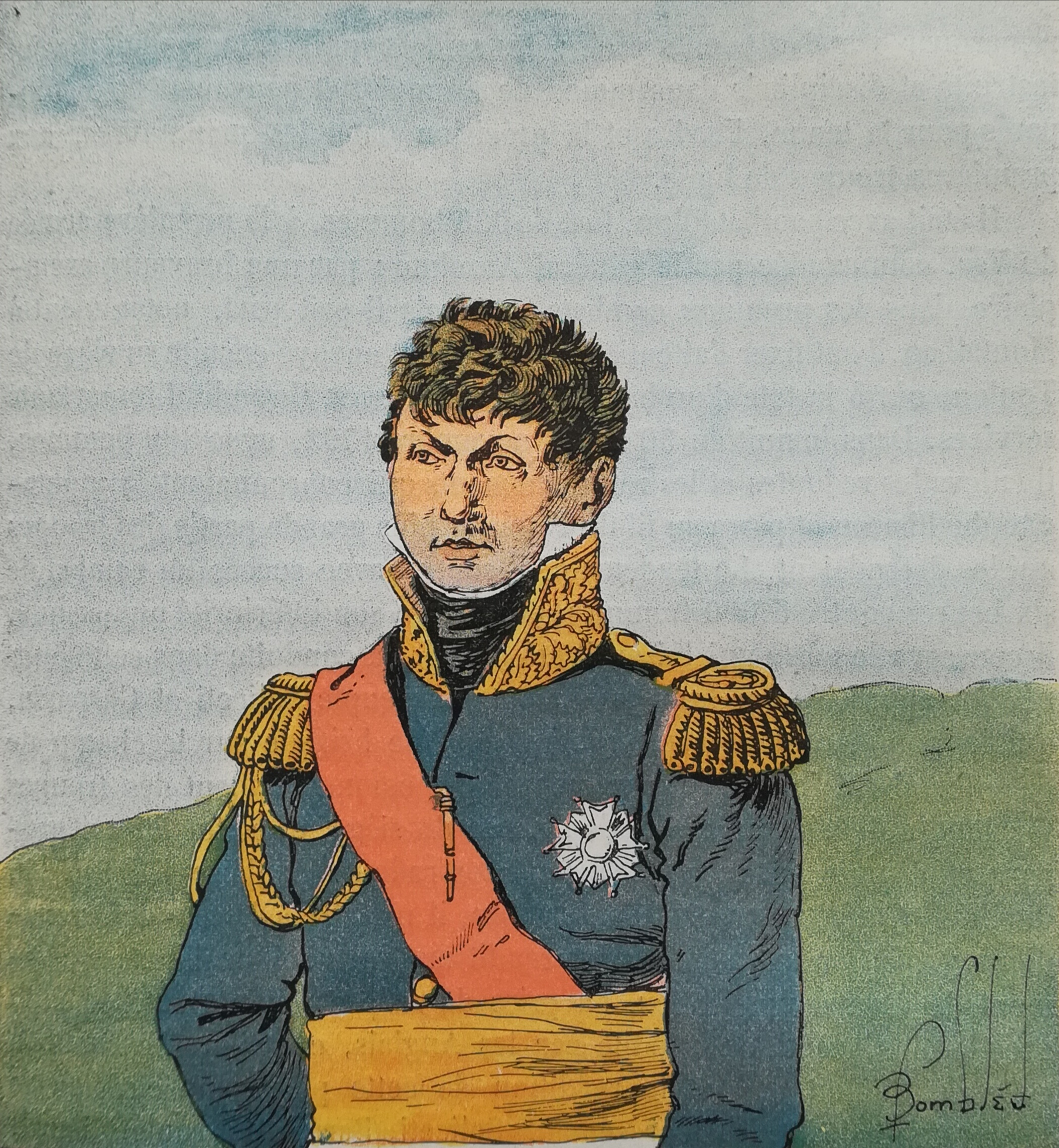
Le maréchal Victor, commandant le Ier corps de l'armée d'Espagne. Illustration de Louis Bombled.

Les Français ont devant eux toute l'armée espagnole sous les ordres des généraux Blake, Castaños et Palafox, soutenus en arrière par les Anglais. L'Empereur, qui veut à tout prix empêcher la concentration de ses adversaires autour de la capitale, articule ses forces en trois colonnes : à droite, les maréchaux Victor et Lefebvre ; au centre, Bessières et Soult ; enfin, à gauche, Ney, Moncey et Gouvion-Saint-Cyr. Le 31 octobre, peu avant l'arrivée de Napoléon, le maréchal Lefebvre bat les Espagnols du général Blake à la bataille de Durango. Les pertes se limitent à 200 hommes du côté français et 600 du côté espagnol, mais quoique vaincu, Blake peut retraiter vers l'ouest en bon ordre. L'Empereur, furieux de voir les Espagnols s'échapper avec une armée presque intacte, lance Victor et Lefebvre à leur poursuite.
Les troupes de ces derniers se mettent en marche, mais le mauvais état des routes gêne considérablement leur progression. De son côté, Blake reçoit le renfort de la division de vétérans du marquis de La Romana, portant ses effectifs à 24 000 hommes et 30 canons. Le général espagnol choisit alors de contre-attaquer dans le but de soulager la pression française sur ses arrières. Le 1er novembre, Lefebvre s'empare de Bilbao, coupant la retraite à la division Acevedo en position à Miravalles. D'après le déroulement des opérations donné par l'historien John Fortescue, le maréchal pousse ensuite jusqu'au village de Balmaseda dans l'espoir de tomber sur le corps principal espagnol. Celui-ci étant introuvable, Lefebvre rétrograde sur Bilbao en laissant la division du général Eugène-Casimir Villatte à Balmaseda. Pour Jacques Le Coustumier, c'est le maréchal Victor qui, ignorant tout des projets de Blake, détache la division Villatte dans la province de Biscaye. Blake décide de tendre une embuscade à cette troupe isolée.

## Déroulement de la bataille
Le matin du 5 novembre, alors que les troupes françaises arrivées à Balmaseda échangent des tirs sporadiques avec l'arrière-garde espagnole, Blake passe à l'attaque. Ses hommes tombent avec violence sur la division Villatte qui, presque entièrement dépourvue de cavalerie et d'artillerie, est rejetée du village en désordre. La confusion s'installe dans les troupes françaises, mais Villatte parvient à rallier ses soldats et ordonne le repli pour éviter d'être submergé, d'autant qu'au bruit de la fusillade, Acevedo a fait mouvement et menace maintenant sa ligne de retraite. Face aux Espagnols qui l'encerclent, Villatte forme ses troupes en carrés et décide « avec bravoure et résolution » de se frayer un passage dans les rangs ennemis. La manœuvre, effectuée en bon ordre, est un succès et la discipline des soldats français permet de contenir la poursuite espagnole. Les Impériaux perdent néanmoins la plus grande partie de leurs bagages, capturée au cours de la retraite par la division Acevedo.

## Bilan et conséquences
Les pertes françaises s'élèvent entre 200 et 300 tués ou blessés, 300 prisonniers et un canon. Une autre source mentionne près de 400 hommes hors de combat chez les Impériaux et confirme la perte d'une bouche à feu ainsi que de nombreux fusils. Digby Smith décrit les pertes espagnoles comme « légères ». Villatte fait peu après sa jonction avec le IVe corps, accouru en hâte depuis Bilbao. Dans le même temps, Blake exploite son succès et occupe Güeñes, mais une contre-attaque dirigée par le maréchal Lefebvre l'en chasse et le force à reprendre sa retraite. 
La bataille de Valmaseda est la dernière victoire espagnole de l'année 1808. Le 8 novembre, Victor débusque de Balmaseda l'arrière-garde espagnole qui perd 750 hommes, tués, blessés ou prisonniers. La ville est incendiée le même jour par la brigade hollandaise du général Chassé. Choqué d'apprendre que ses troupes ont subi une défaite face à ce qu'il considère comme « la pire armée d'Europe », Napoléon réprimande sévèrement Victor pour son imprudence : 

« Sa Majesté […] a été très mécontente de ce qu'au lieu d'avoir soutenu le général Villatte, vous l'ayez laissé aux prises avec l'ennemi ; faute d'autant plus grave que vous saviez que le maréchal Lefebvre avait commis celle de laisser exposée une division de votre corps d'armée en repliant ses autres divisions sur Bilbao. […] Comment, après que vous avez eu la nouvelle que, pendant la journée du 5, la division Villatte se fusillait, avez-vous pu, au lieu de marcher à son secours, supposer gratuitement que ce général était victorieux ? Sa Majesté demande depuis quand la fusillade et l'attaque sont une preuve de la retraite de l'ennemi ? »

Victor se rachète six jours plus tard en infligeant une lourde défaite à Blake lors de la bataille d'Espinosa.

## Forces en présence

### Ordre de bataille français

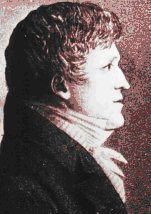
Le général de division Eugène-Casimir Villatte.

Selon les sources, la division Villatte dépend du corps de Lefebvre ou de Victor,.
| Division                                               | Effectif                             | Unités                                           |
| ------------------------------------------------------ | ------------------------------------ | ------------------------------------------------ |
| Division : général de division Eugène-Casimir Villatte | 15 bataillons, environ 12 000 hommes | 27e régiment d’infanterie légère, 3 bataillons   |
| Division : général de division Eugène-Casimir Villatte | 15 bataillons, environ 12 000 hommes | 63e régiment d'infanterie de ligne, 3 bataillons |
| Division : général de division Eugène-Casimir Villatte | 15 bataillons, environ 12 000 hommes | 94e régiment d'infanterie de ligne, 3 bataillons |
| Division : général de division Eugène-Casimir Villatte | 15 bataillons, environ 12 000 hommes | 95e régiment d'infanterie de ligne, 3 bataillons |
| Division : général de division Eugène-Casimir Villatte | 15 bataillons, environ 12 000 hommes | Deux batteries d'artillerie à pied               |

### Ordre de bataille espagnol

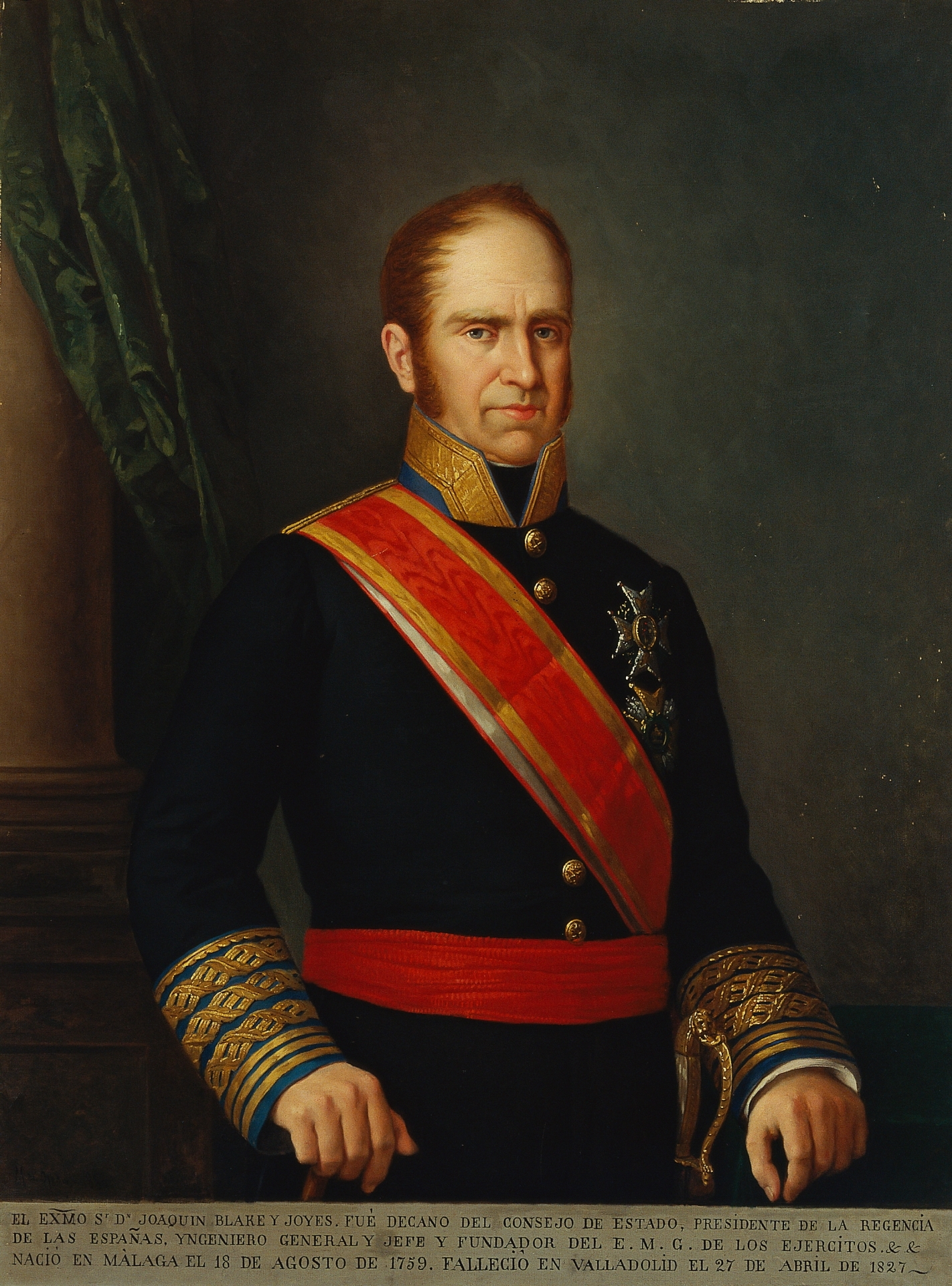
Le lieutenant-général Joaquín Blake y Joyes.

La cavalerie attachée se compose de trois escadrons pour un total de 302 hommes. L'artillerie de l'armée aligne 38 canons servis par 1 033 artilleurs, auxquels s'ajoutent les deux bataillons de gardes de l'artillerie, soit 940 hommes. 
| Corps | Division | Effectif |
| --- | --- | -------- |
| Ejército de la Izquierda ou armée de Galice : lieutenant-général Joaquín Blake y Joyes, 37 607 hommes et 38 canons, | Avant-garde : brigadier-général Gabriel de Mendizábal, 5 bataillons                                            | 2 884    |
| Ejército de la Izquierda ou armée de Galice : lieutenant-général Joaquín Blake y Joyes, 37 607 hommes et 38 canons, | 1re division : brigadier-général Figueroa, 7 bataillons                                                        | 4 018    |
| Ejército de la Izquierda ou armée de Galice : lieutenant-général Joaquín Blake y Joyes, 37 607 hommes et 38 canons, | 2e division : maréchal de camp Martinengo, 7 bataillons                                                        | 5 066    |
| Ejército de la Izquierda ou armée de Galice : lieutenant-général Joaquín Blake y Joyes, 37 607 hommes et 38 canons, | 3e division : brigadier-général Riquelme, 7 bataillons                                                         | 4 789    |
| Ejército de la Izquierda ou armée de Galice : lieutenant-général Joaquín Blake y Joyes, 37 607 hommes et 38 canons, | 4e division : brigadier-général Carbajal, 10 bataillons                                                        | 3 531    |
| Ejército de la Izquierda ou armée de Galice : lieutenant-général Joaquín Blake y Joyes, 37 607 hommes et 38 canons, | 5e division ou División del Norte : lieutenant-général Pedro Caro y Sureda, marquis de La Romana, 7 bataillons | 4 186    |
| Ejército de la Izquierda ou armée de Galice : lieutenant-général Joaquín Blake y Joyes, 37 607 hommes et 38 canons, | División de Asturias : capitaine-général Acevedo, 10 bataillons                                                | 7 833    |
| Ejército de la Izquierda ou armée de Galice : lieutenant-général Joaquín Blake y Joyes, 37 607 hommes et 38 canons, | Réserve générale : maréchal de camp Mahy, 5 bataillons                                                         | 3 025    |